# Рашев, Евгений Юрьевич
Евгений Юрьевич Рашев (род. 1 сентября 1971 года, с. Холмогоры, Архангельская область, РСФСР, СССР) — российский дизайнер, член-корреспондент Российской академии художеств (2017).

## Биография
Родился 1 сентября 1971 года в селе Холмогоры Архангельской области, живёт в г. Мытищи Московской области, работает в Москве.
В 1993 году — окончил Московскую государственную академию печати.
С 1992 по 1995 годы — работал в газете Правительства Российской Федерации «Российские вести».
С 1994 по 2002 годы — создает дизайн полиграфических и рекламных материалов для многих рекламных агентств.
С 1995 по 2000 годы — разрабатывал для ведущих московских театров дизайн афиш, флаеров, театральных программок и другой полиграфической продукции.
С 2000 года — работает в Московском музее современного искусства, совместно с Кахабером Сургуладзе запустили при ММСИ мастерскую трафаретной печати, где ими был разработан собственный метод цветоделения художественных работ для создания авторских сериграфий, в настоящее время занимается дизайном и оформлением научных изданий и книг, художественных каталогов и календарей.
Участвовал в конкурсе FESPA (Stood for «The Federation of European Screen Printers Associations»): Берлин, Германия (2005 г., 2010 г.); Мюнхен, Германия (2007 г., 2013 г.); участвовал в конкурсе SGIA (Specialty Graphic Imaging Association). Лас Вегас, США (2006 г., 2007 г., 2013 г.); Орландо, США (2009 г., 2010 г.); Атланта, США (2010 г.).
В 2017 году — избран членом-корреспондентом Российской академии художеств от Отделения дизайна.